# Hamam (Izrael)
Hamam (arab. حمام; hebr. חמאם) – wieś beduińska położona w Samorządzie Regionu Al-Batuf, w Dystrykcie Północnym, w Izraelu.

## Położenie

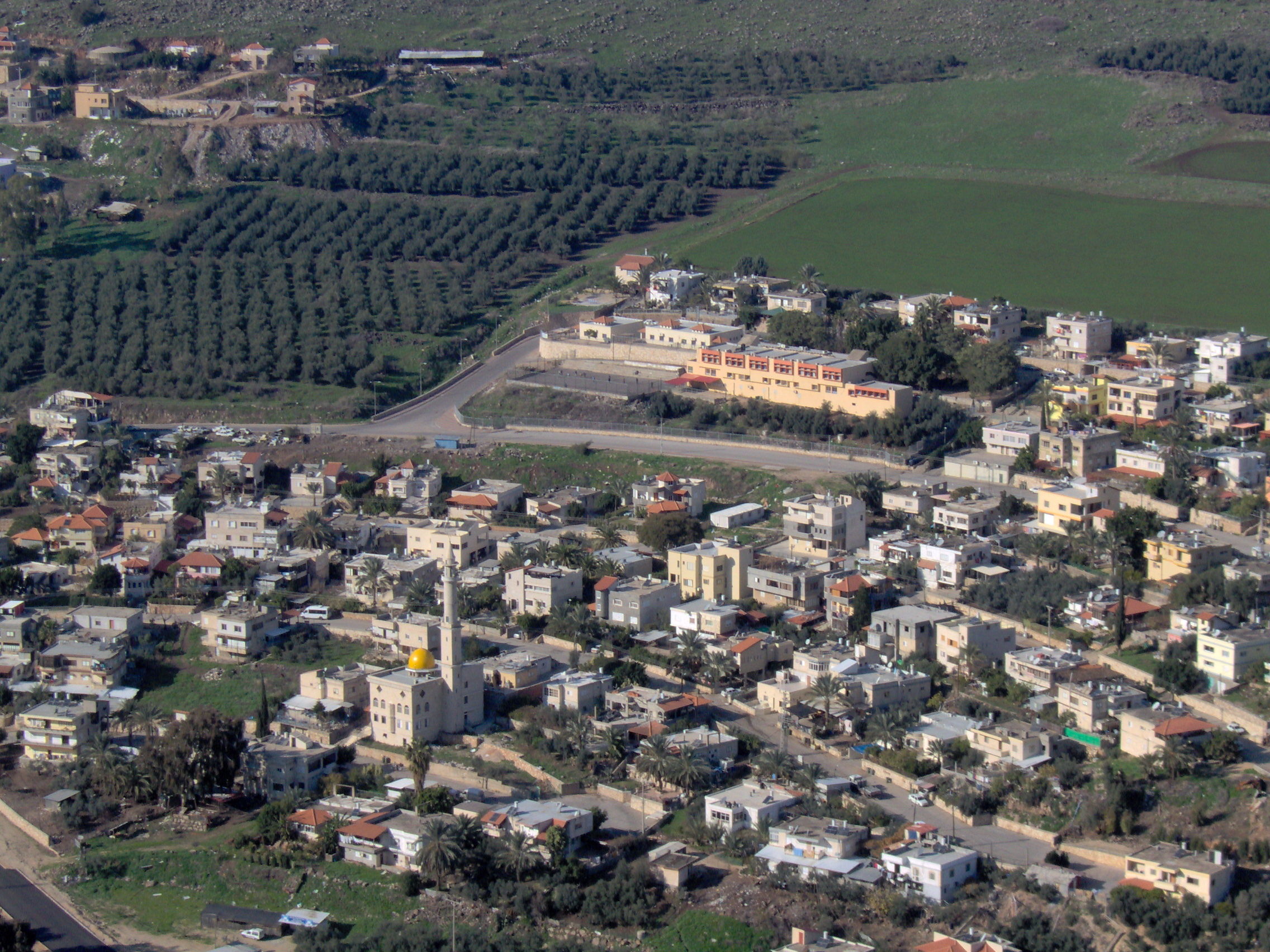
Widok z góry Arbel na wieś Hamam

Wieś jest położona na wschodniej granicy Dolnej Galilei na północy Izraela. Leży w wąskiej dolinie, na wysokości około 101 m p.p.m. u podnóża góry Arbel. W odległości 2 km na wschód od wsi jest jezioro Tyberiadzkie, a 4 km na południowy wschód jest miasto Tyberiada.
W jej otoczeniu znajduje się miasto Tyberiada, miasteczko Migdal, moszawy Kefar Chittim, Arbel i Kefar Zetim, oraz kibuc Rawid.

## Demografia
Wieś Hamam jest zamieszkała przez Beduinów:

## Historia
Pierwotnie w miejscu tym znajdowała się arabska wieś Al-Hamma. Podczas wojny domowej w Mandacie Palestyny została ona w dniu 22 kwietnia 1948 zajęta przez żydowskie siły Hagany. Wysiedlono wówczas przymusowo wszystkich jej mieszkańców, a większość domów wyburzono.
Sytuacja geopolityczna zaistniała na północy kraju po I wojnie izraelsko-arabskiej zmusiła władze izraelskie do wysiedlenia ze względów bezpieczeństwa ludności arabskiej z Doliny Hula. Część Arabów uciekła wówczas do Libanu i Syrii, a pozostali podporządkowali się rozporządzeniom administracyjnym i przeniosła się do nowych lokalizacji zamieszkania. Członków jednego z plemion beduińskich przesiedlono właśnie ze wsi Al-Chisas w miejsce ruin zniszczonej wsi Al-Hamma. W ten sposób powstała współczesna wieś Hamam. Została ona jednak oficjalnie uznana dopiero w 2004.

### Nazwa
Nazwa wsi jest arabską nazwą strumienia Arbel, który właśnie w tym miejscu spływa doliną z góry Arbel.

## Edukacja

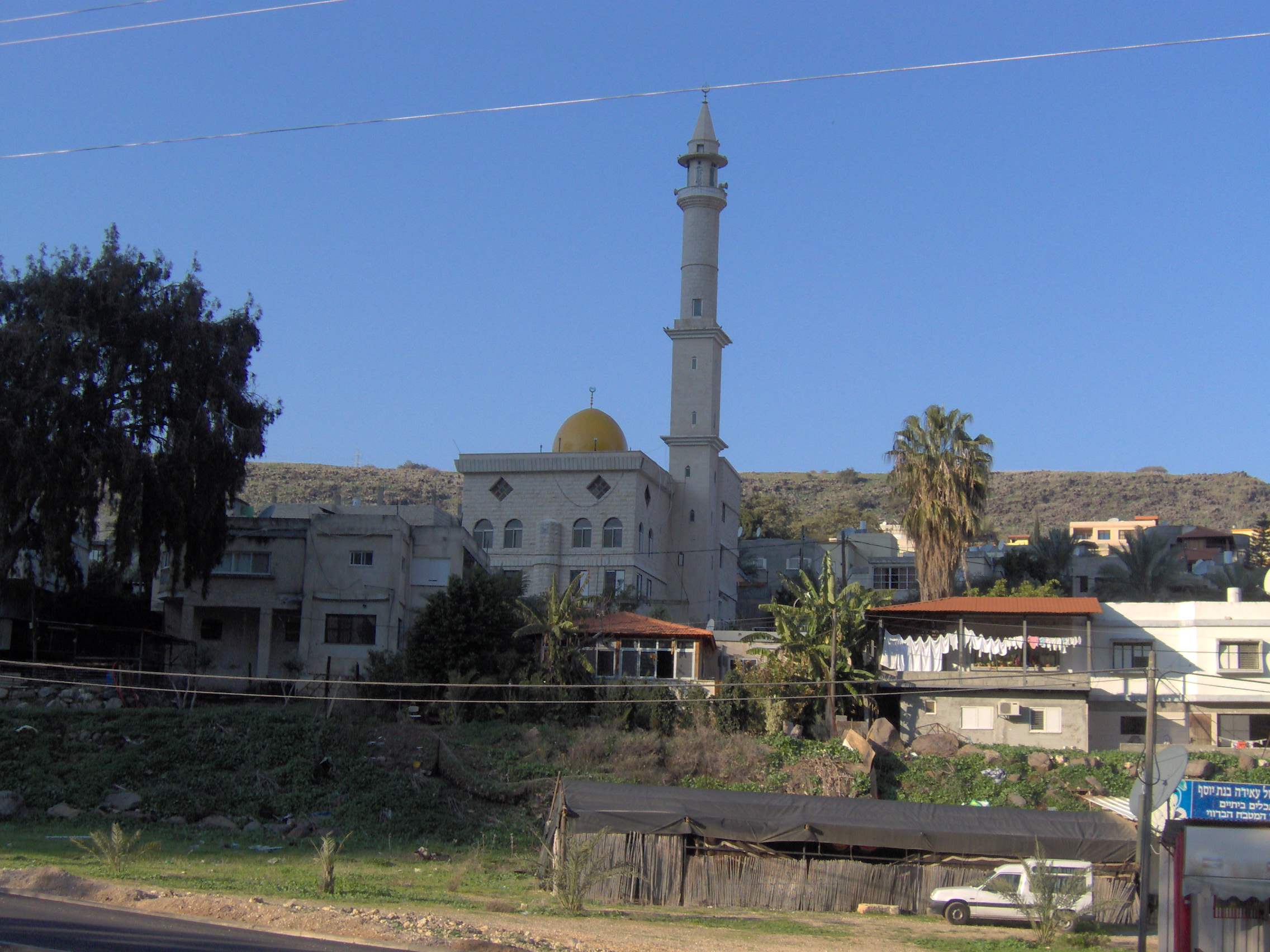
Meczet we wsi Hamam

We wsi znajduje się szkoła podstawowa.

## Religia
Wieś posiada swój własny meczet.

## Gospodarka
Gospodarka wsi opiera się na rolnictwie.

## Infrastruktura
We wsi są dwie przychodnie zdrowia oraz sklep wielobranżowy.

## Transport
Wzdłuż południowej granicy wioski przebiega lokalna droga, którą jadąc na wschód dojeżdża się do drogi nr 807 i dalej na wschód od drogi ekspresowej nr 90. Natomiast jadąc lokalną drogą na północny zachód dojeżdża się do kibucu Rawid.